# Twin Islands
Twin Islands är öar i Kanada.   De ligger i Strathcona Regional District och provinsen British Columbia, i den sydvästra delen av landet, 3 700 km väster om huvudstaden Ottawa. Arean är 3,2 kvadratkilometer.
Terrängen på Twin Islands är platt. Öns högsta punkt är 144 meter över havet. Den sträcker sig 3,1 kilometer i nord-sydlig riktning, och 2,6 kilometer i öst-västlig riktning.